# Los Ybanez
Los Ybanez è una città della contea di Dawson, nello Stato del Texas, negli Stati Uniti. Secondo il censimento del 2020, possedeva una popolazione di 28 abitanti.

## Geografia fisica
Secondo l'Ufficio del censimento degli Stati Uniti, ha una superficie totale di 0,08 mi² (0,21 km²).

## Storia
Nel 1980, dopo la chiusura della Lamesa Farm Workers Community, Israel Ybanez e sua moglie Mary, due immigrati di origine messicana, acquistarono dei terreni nella zona per permettere la vendita locale dei liquori (legalmente vietata in tutte le contee del Texas, ma i singoli centri abitati possono scegliere se vietarla o meno in base ai referendum). Lo stesso nome della città è un omaggio alla famiglia Ybanez. La città è stata riconosciuta nel 1983, quando all'epoca aveva 300 abitanti.

## Società

### Evoluzione demografica
Secondo il censimento del 2020, la popolazione era di 28 abitanti. Al precedente censimento, quello del 2010, la popolazione era di 19 abitanti.

## Cultura
La famiglia Ybanez ha fondato una radio locale, KYMI (più tardi denominata KJJT), per pubblicizzare il loro negozio che vende liquori. KYMI ha iniziato le sue attività sulla frequenza 107.9 MHz, ma ha dovuto spostarsi su 98.5 nel 1996, dopo che una stazione radiofonica di Odessa aveva migliorato le proprie strutture. KYMI in cambio ha ricevuto soldi per comprare una nuova antenna e un nuovo trasmettitore.